# جایزه لوکس استایل
جایزه لوکس استایل (انگلیسی: Lux Style Awards) دومین جایزهٔ بزرگ رسانه‌ای در پاکستان (پس از جایزه پی‌تی‌وی) است.
این جایزه از سال ۲۰۰۲ میلادی برپا شد. و هدف آن ارج‌نهادن بر «سلیقه و استیل و مُد» در «صنعت سرگرمی پاکستان» بود.
این جایزه و مراسم آن، قدیمی‌ترین و برجسته‌ترین رویداد رسانه‌ای در زمینهٔ سینما، تلویزیون و مد است و برندگان آن، از مجموعِ ترکیبی آرا مردم و کارشناسان برنامه مشخص می‌شوند.
این جایزه، را «اسکار پاکستانی» لقب داده‌اند و آنرا معادلِ پاکستانی جایزه اسکار در ایالات متحده آمریکا قلمداد می‌کنند.